# 千葉県道153号夷隅太東線
千葉県道153号夷隅太東線（ちばけんどう153ごう いすみたいとうせん）は、千葉県いすみ市を通る一般県道である。

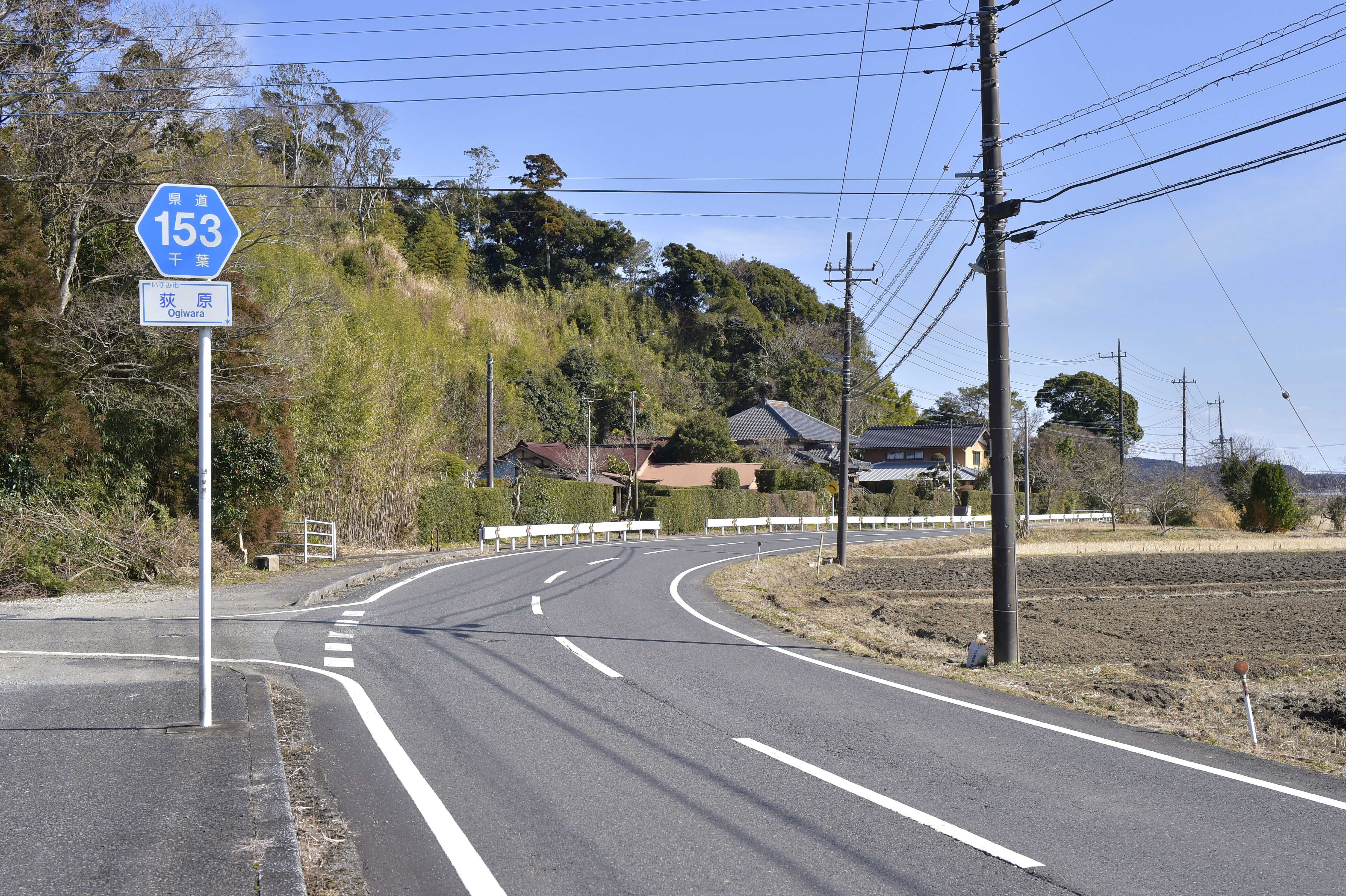
千葉県道153号夷隅太東線
いすみ市荻原（2023年2月）

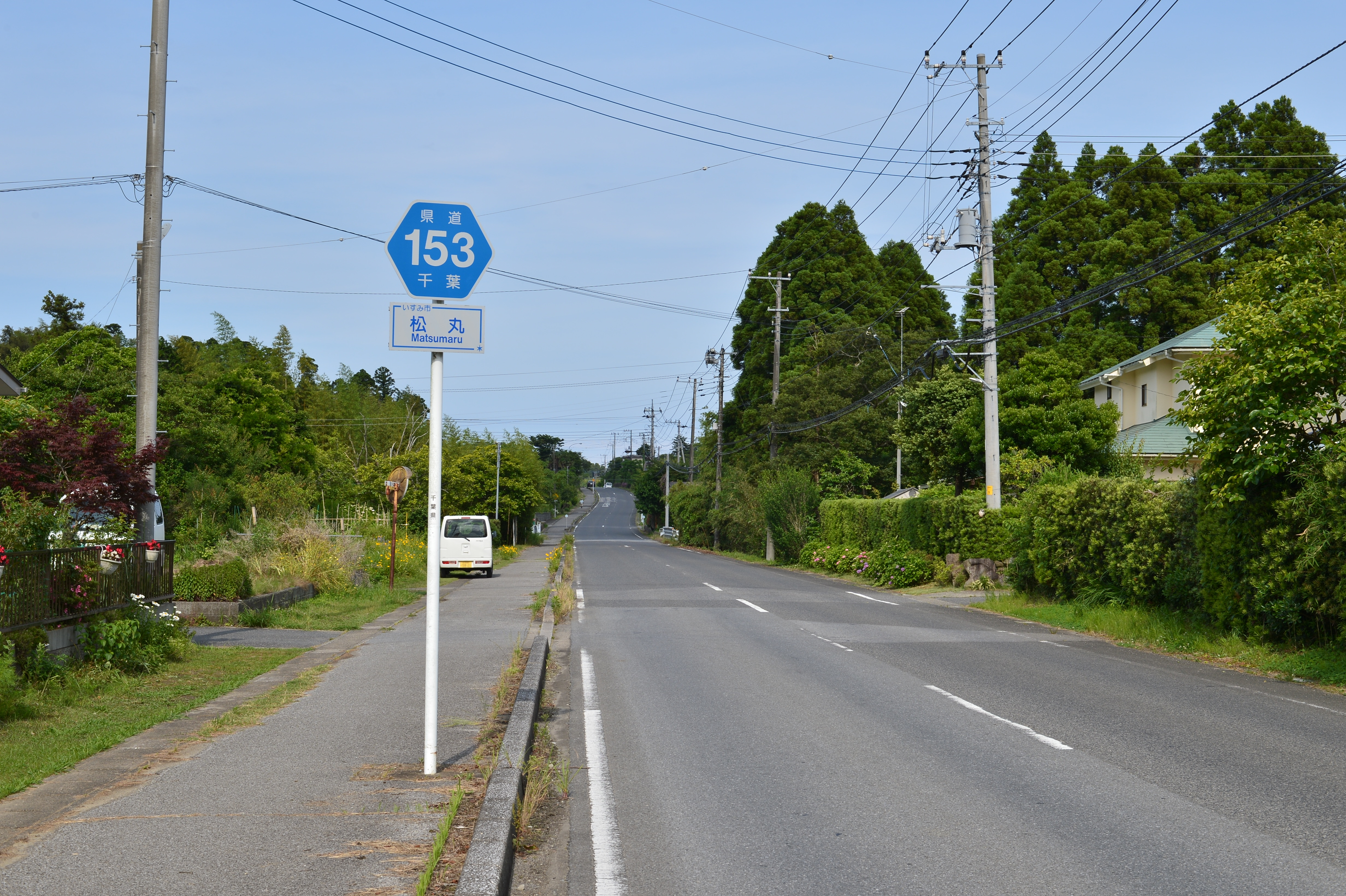
いすみ市松丸（2015年6月）

## 路線データ
- 起点：いすみ市荻原（千葉県道151号夷隅瑞沢線交点）
- 終点：いすみ市岬町椎木（椎木三差路、千葉県道152号一宮椎木長者線交点）
- 総延長：9.760 km（夷隅土木事務所管内：9.760 km[1]）
- 重用延長：0.972 km（夷隅土木事務所管内：0.972 km）
- 実延長：8.788 km（夷隅土木事務所管内：8.788 km[1]）

## 通過する自治体
- 千葉県いすみ市

## 交差する道路
- 千葉県道151号夷隅瑞沢線 - いすみ市荻原（起点）
- 千葉県道85号茂原夷隅線 - いすみ市松丸 ※一部重複
- 千葉県道152号一宮椎木長者線 - いすみ市岬町椎木（椎木三差路、終点）